# غفوری
غفوری (انگلیسی: Gafuri) یک شهرک در شهرستان بوزدیاکسکی باشقیرستان کشور روسیه است.